# Barrio San Francisco Molonco
Barrio San Francisco Molonco är en ort i Mexiko, tillhörande kommunen Nextlalpan i delstaten Mexiko. Barrio de San Francisco Molonco ligger i den centrala delen av landet och tillhör Mexico Citys storstadsområde. Orten hade 107 invånare vid folkräkningen 2010. Vid folkräkningen 2020 fanns orten inte längre med.